# Septentrional
Septentrional is een studioalbum van Radio Massacre International (RMI). Het bevat muziek van RMi dat is bewerkt door Ian Boddy. RMI nam in hun studios in Londen en Manchester  3 uur aan geïmproviseerde muziek op en zond dat naar Ian Boddy, zelf muzikant binnen de elektronische muziek en ook baas van Din Records. Boddy mocht de muziek bewerken en kwam uiteindelijk met 56 minuten aan gecomprimeerde muziek die ontegenzeggelijk van RMI is, maar duidelijk de percussieve elementen van Ian Boddy met zich mee heeft gekregen.
Het album verscheen in 1500 exemplaren

## Musici
- Steve Dinsdale, Duncan Goddard, Gary Houghton – synthesizers, gitaar, basgitaar

## Muziek
| Nr. | Titel                          | Duur  |
| --- | ------------------------------ | ----- |
| 1.  | The first city….               | 11:03 |
| 2.  | Seven sceptres for Sephulcrave | 11:41 |
| 3.  | Trident                        | 11:17 |
| 4.  | Searching sepentrional skies   | 9:18  |
| 5.  | …the last laugh                | 12:27 |